# 第三次江陳會談
第三次江陳會談，大陸稱作、臺灣稱作，是於2009年4月在南京舉行的兩岸協商談判。由海峽交流基金會董事長江丙坤率領代表團前往南京，與海峽兩岸關係協會會長陳雲林舉行會談，針對共同打擊犯罪及司法互助、兩岸定期航班、兩岸金融合作等議題進行協商。

## 会谈协议概要
2009年4月26日，双方在南京签署《海峡两岸金融合作协议》《海峡两岸空运补充协议》《海峡两岸共同打击犯罪及司法互助协议》等３项协议。雙方並就共同推動陸資來臺投資獲致共識。
《海峡两岸金融合作协议》共包括金融合作、交换资讯、保密义务、互设机构等十二大项内容。包括相互协助履行金融监督管理与货币管理职责，加强金融领域广泛合作，共同维护金融稳定；由两岸金融监督管理机构就两岸银行业、证券及期货业、保险业分别建立监督管理合作机制，确保对互设机构实施有效监管。由商业银行等适当机构，通过适当方式办理现钞兑换、供应及回流业务，并在现钞防伪技术等方面开展合作，逐步建立两岸货币清算机制；就两岸金融机构准入及开展业务等事宜进行磋商。 
根据《海峡两岸空运补充协议》，双方同意在台湾海峡北线航路的基础上开通南线和第二条北线双向直达航路，并继续磋商开通其他更便捷的新航路。双方同意可各自指定两岸资本在两岸登记注册的航空公司，在本协议及附件规定的航点上经营分别或混合载运旅客、行李、货物及邮件的定期和不定期航空运输业务。在互惠的基础上，磋商对两岸航空公司与经营活动有关的设备和物品，相互免征关税、检验费和其他类似税费。 
根据这一《协议》及附件，大陆方面在原有21个客运航点基础上，新增合肥、哈尔滨、南昌、贵阳、宁波、济南等6个客运航点，上述27个航点可经营客运定期航班。台湾方面桃園与高雄航点可经营客运定期航班。客运定期班机和包机班次总量从每周108个往返班次增长为每周270个往返班次。每週貨運定期航班和包機班次總量28班。大陆方面同意上海浦东、广州航点可经营货运定期航班，台湾方面同意桃園、高雄航点可经营货运定期航班。双方同意相互开放客运定期航班腹舱载货。 
《海峡两岸共同打击犯罪及司法互助协议》的簽署，為兩岸共同打擊犯罪建立制度化的合作平臺，两岸同意在民事、刑事领域开展协助，采取措施共同打击双方均认为涉嫌犯罪的行为，重点打击涉及绑架、枪械、毒品、人口贩运及跨境有组织犯罪等重大犯罪，以及侵占、背信、诈骗、洗钱、伪造或变造货币及有价证券等经济犯罪。相互协助送达司法文书、调查取证、罪赃移交，认可及执行民事裁判与仲裁裁决，移管被判刑人。臺灣民眾如果在大陸地區受到拘禁，家屬可以透過政府的協助，赴陸進行探視；受刑人在符合雙方規定且有意願，政府也可以協助接返，並在完成應有的司法程序後，早日重返社會。同時，雙方民眾民事私權經裁判或仲裁的權益狀態，也可透過互惠原則，予以認可或執行，對當事人的私權紛爭，提供更完整的司法保障。

## 会谈簽署協議全文
- 海峽兩岸共同打擊犯罪及司法互助協議 （页面存档备份，存于）
- 海峽兩岸空運補充協議 （页面存档备份，存于）
- 海峽兩岸金融合作協議 （页面存档备份，存于）

## 正面评价
- 中國大陆官方高度赞赏此次会谈及成果，[5]。最高人民法院出台《关于人民法院认可台湾地区有关法院民事判决的补充规定》落实此次会谈协议[6]。

- 中国大陆中央电视台（CCTV）“新闻1+1”节目播出《陈江会：渐入“佳径”》，认为“陈江会三项协议为两岸深入合作奠定基础”，“将来的海峡两岸关系有很多期待，更加乐观”[7]。

- 中国大陆《瞭望新闻周刊》评论认为“两岸协商和民间交往所形成和积累的共识和善意，正在推动两岸经贸交往从功能性合作走向制度性合作”[8]。

- 香港《凤凰周刊》专访台湾陆委会主委赖幸媛。赖幸媛认为，该会议成果值得社会“给予大大的肯定”[9]。

- 台湾《中国时报》发表了社论《迎接两岸金融合作新纪元》。文章引用台湾金管会主委陈冲的话说“绿灯亮了”，社论说，经过这么多年的坐困愁城，台湾金融业者无不企盼第三次江陈会真正带来生机。“两岸金融市场在隔绝多年之后，透过第三次江陈会，终于可以朝向正常化发展，这是值得高兴的事。”[10]

- 台湾《经济日报》认为，实现两岸间的双向投资，这是正确的方向，也早就应该面对。该报还在话题版，刊登台湾國立政治大学教授林祖嘉和日本金融专家门仓贵史的言论，分别论述“两岸签ECFA迫在眉睫”和“两岸签ECFA对台有利”[11][12]。

- 台湾《工商时报》“政经观察”指出：“以出口贸易支撑经济成长的台湾，每出口一百元，其中就有四十元是卖给大陆和香港这个大客户，台湾已经不能没有大陆，贸易已经把台湾和大陆紧紧绑在一起。”[13]

- 台湾《联合报》称陈云林宣布大陆将扩大对台采购是“送大礼”。该报发表对德盛安联中国策略基金经理人黄廷伟的专访。黄廷伟认为：“中国所需，财富所趋。用这句话形容中国市场，一点也不为过。中国官方对救市的积极度高人一等。后金融海啸时代，全球财富重分配的情况下，中国可望成为未来十年财富的新入口。”[11]

- 身处美东的侨胞也对两岸达成诸项共识颇为喜悦，来自海峡两岸的美东华联会员召开座谈会，大赞“陈江会”为两岸“省时、省钱、增合作”。[14]

- 大陆最大台商群体苏州台商对该会谈成果表示欢迎。台商称，此次签署的三项协议将进一步增进两岸经贸交流，提升两岸人民福祉[15]。

- 在台灣和大陸共同簽訂打擊犯罪及司法互助協議氣氛下，頭號毒犯黃上豐被解送回台，馬英九總統2009年5月1日對此表示，「非常好的事，這才有正義。」 [16]

- 澳门《新华澳报》认为此次会谈推动两岸关系和平发展进入到更新的一个阶段。[17]

- 香港《文汇报》认为这是两岸关系的新契机[18]，意义更为明显，双方经济上的突破性合作，并非一般的合作共赢，更有着两岸抱团取暖共御金融危机的新内涵[19]。

- 新加坡《联合早报》转中评社报道，台湾陆委会公布最新民调，调查结果显示，有超过七成以上的民众支持透过两岸制度化的协商来处理两岸交流问题，有超过六成以上的民众满意此次“陈江会谈”的整体结果，同时认为所达成的三项协议及一项共识，对台湾的经济发展有好的影响[20]。

## 负面评价
- 台湾泛綠一致認為馬政府在兩岸談判上的一貫態度是犧牲臺灣的主權及經濟利益，這次也一樣。[21]同時也對空運談判上未包含延遠權非常不滿。

- 本次談判開放客機機腹載貨，也談出了較佳的航路；但在其他方面是台籍航空公司吃虧、中籍航空公司獲利（例如黃金航點上海的分配臺灣將吃虧），臺灣也又一次的失去未來談判延遠權等更佳航權的籌碼。[22]臺灣民航界及藍綠政治人物都認為三通納入第五航權（延遠權）對臺灣的航空公司有相當的幫助。[23][24]

- 針對金融合作，泛綠表示此協議對臺灣最多只有微小助益，但風險卻很大：臺灣金融業有被中國併吞或拖累的風險，負面影響包括中國可以輕易得到臺灣人的個人資料、中國可以控制臺灣金融業的貸款對象（間接控制臺灣企業）、臺灣金融業難以在中國徵信徒增金融業風險等。[25]

- 台灣蘋果日報的蘋論指出：有四種人將來可能被中國要求遣返，包括民運人士、西藏獨立人士及支持西藏的人士、台獨人士以及法輪功人士；馬政府必須儘速聲明相關人士不在遣返名單，且確實遵守其聲明，否則將會遺臭萬年。[26]

- 自由時報的新聞評論表示：中國大陆要把全部「債留台灣、錢進中國，而後在中國安居樂業」的經濟犯遣返回臺灣，才算是有誠意。[27]

- 法轮功主办媒体大紀元评论指出：泛綠及反共人士質疑司法互助協議。中國大陸司法素質低落，在承認中國大陸判決的情況下，台商恐遭受二次迫害，質疑此協議存在重大危險，應送台灣立法院審議，拒絕自動生效。陸委會則表示法院會先過濾不當判決。[28]

## 外部連結
- 財團法人海峽交流基金會 （页面存档备份，存于）
- 海峡两岸关系协会机构